# 말라바르 해안

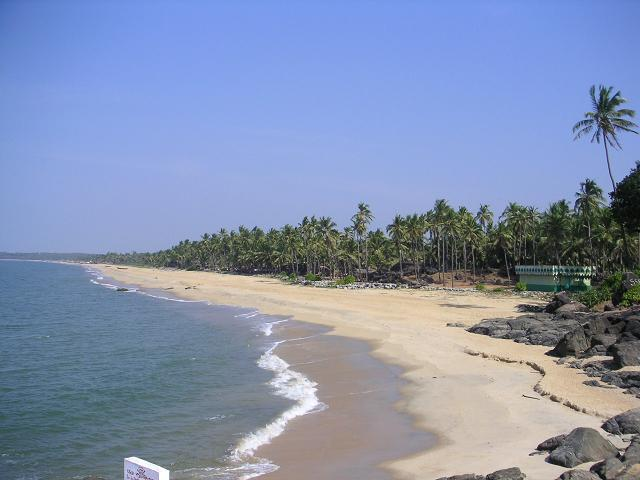
말라바르 해안(케랄라주)

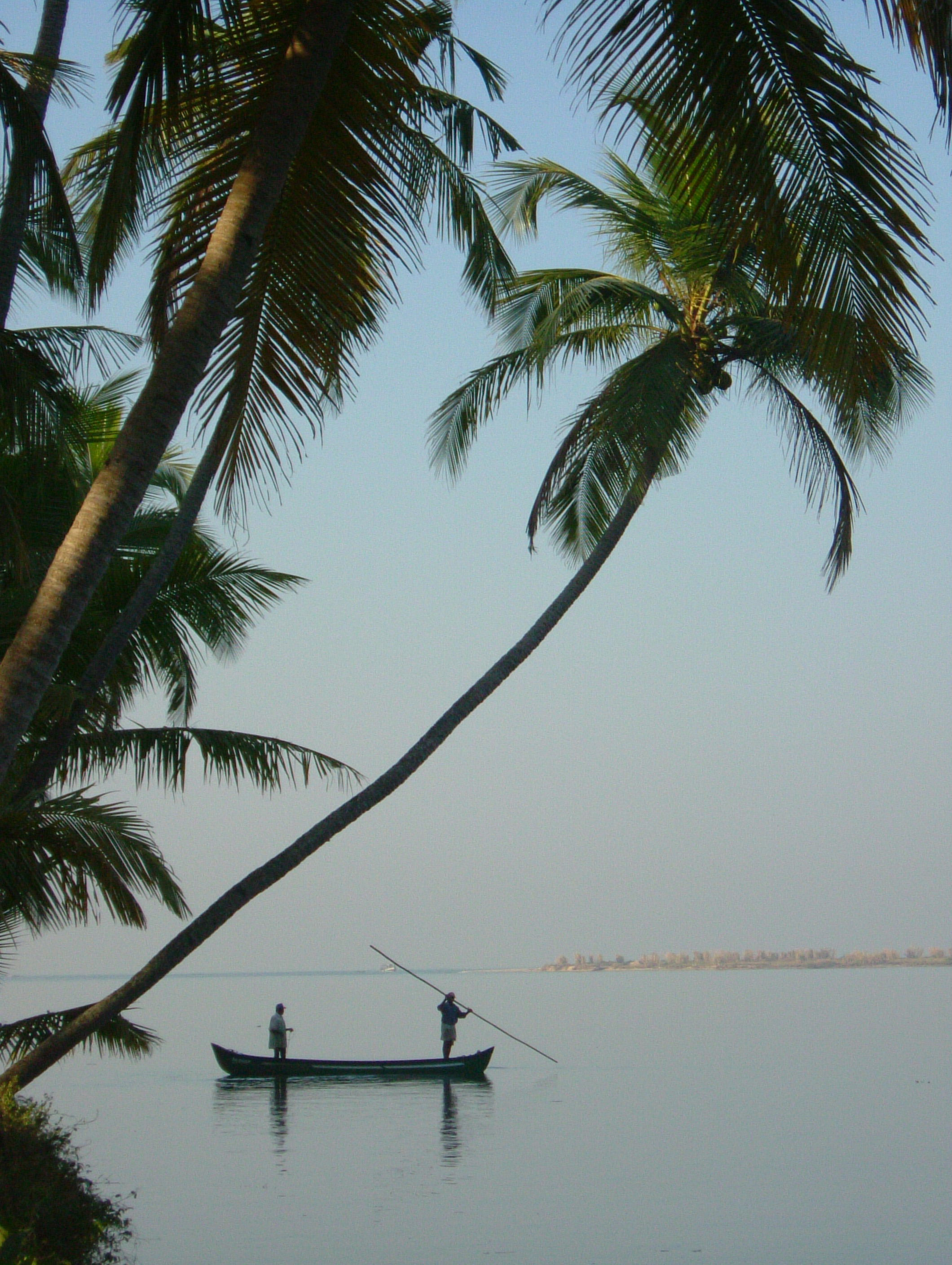
말라바르 해안(망갈로르)

말라바르 해안(말라얄람어: മലബാർ തീരം, 영어: Malabar Coast)은 인도 남부의 콩칸에서 타밀 지방의 카니아쿠마리에 이르는 해안 지대이다.

## 같이 보기
- 코로만델 해안
- 트라방코르
- 포르투갈 제국
- 포르투갈령 인도